# Susan Hawthorne
Susan Hawthorne (* 30. listopadu 1951) je australská spisovatelka, básnířka, politická komentátorka, editorka a nakladatelka. Je autorkou a editorkou 30 knih vydaných v osmi jazycích ve 23 zemích. Je spoluzakladatelkou a ředitelkou feministického nakladatelství Spinifex Press, které vydává mezinárodní a domácí feministické tituly a elektronické knihy.

## Biografie
Susan Hawthorne vyrůstala na venkově na farmě v Novém Jižním Walesu. Původně byla učitelkou na základní škole, později začala studovat filozofii a získala bakalářský titul na La Trobe University, pokračovala postgraduální kvalifikací ve staré řečtině a sanskrtu a doktorátem z ženských studií a politických věd na Melbournské univerzitě.
Od roku 1973 se angažovala v hnutí za osvobození žen, pracovala v melbournském Krizovém centru pro znásilněné a vystupovala jako akrobatka ve dvou ženských cirkusech. Vyučovala angličtinu arabsky mluvící ženy, pracovala v oblasti vzdělávání domorodců a vyučovala na univerzitách filozofii, literaturu, tvůrčí psaní, ženská studia a nakladatelská studia. Byla profesorkou na Univerzitě Jamese Cooka v Townsville v australském Queenslandu.
Po čtyřletém působení v nakladatelství Penguin Australia založila s Renate Klein v roce 1991 přední nezávislé feministické nakladatelství Spinifex Press, které vydalo již přes dvě stě knižních titulů a roku 2016 oslavilo v Melbourne 25. výročí svého založení festivalem radikálního feminismu.
Je autorkou řady textů o vydavatelském průmyslu, organizuje online školení pro malé a velké nakladatele, je členkou různých organizací sdružujících nakladatele a spisovatele a od roku 2011 je koordinátorkou pro anglicky mluvící země v Mezinárodním sdružení nezávislých nakladatelů se sídlem v Paříži.

## Literární činnost
Její tvorba zahrnuje poezii, beletrii a literaturu faktu. Je autorkou devíti básnických sbírek a rozsáhlých textů o ekologii, radikálním feminismu, ekonomice, válce a mezinárodních vztazích. Mezi tituly literatury faktu patří The Spinifex Quiz Book (1993), Bibliodiversity (2014), In Defence of Separatism (2019), Vortex: The Crisis of Patriarchy (2020), Wild Politics (2002/2022) a Politics, Culture, Existence (2024).
Její knihy se staly finalisty mnoha ocenění, včetně básnických sbírek Earth's Breath (2010) a Cow (2012). Román The Falling Woman byl zařazen mezi nejlepší knihy roku v The Australian's Year's Best Books (1992), kniha Spinifex Quiz Book se stala finalistou soutěže The Australian Educational Publishing Awards (1994) a Wild Politics: Feminism, Globalisation and Biodiversity figurovala v seznamu nejlepších knih časopisu Australian Book Review za rok 2002.
Absolvovala mezinárodní rezidenční pobyty v Turecku, Itálii a Indii. Překládá literární díla ze sanskrtu, řečtiny a latiny a její knihy byly přeloženy do němčiny, španělštiny, arabštiny, francouzštiny, češtiny, tamilštiny, polštiny a portugalštiny. V češtině vyšla kniha Bibliodiverzita: Manifest nezávislé nakladatelky (2018).
Po třiceti letech vydávání děl různých spisovatelek sepsala své vlastní paměti pod názvem Lesbian: Politics, Culture, Existence. V knize vzpomíná na mnoho různých kampaní, jichž se účastnila. Jako genderově kritická feministka nesouhlasí s některými současnými představami o genderu, což se v knize také odráží.

## Ocenění
Společně s Renate Klein obdržely v roce 2015 cenu George Robertsona, která se uděluje nakladatelům s více než třicetiletou vydavatelskou činností. V roce 2017 získala cenu Penguin Random House Best Achievement in Writing za činnost zvyšující povědomí lidí o epilepsii a problematice zdravotního postižení a v roce 2024 se spolu s Renate Kleinovou stala laureátkou Ceny Magdaleny Bernsové. Získala ocenění za přínos gay a lesbické komunitě a vydavatelské činnosti.